# 北米カー・オブ・ザ・イヤー
北米カー・オブ・ザ・イヤー (The North American Car of the Year) とは、北米で市販される乗用車およびトラック（但し米国ではSUVもこのカテゴリーに含まれる）の中から年間を通じて最も優秀なものに贈られる賞（タイトル）である。
48人の自動車ジャーナリストの投票によりファイナル進出の3車種が選定され、北米国際オートショーの開催に併せて受賞車の発表が行われる。
2017年からはこれまでの乗用車・トラックに加えSUV部門が新設された。

## 受賞車
太字は日本車
| 年   | 乗用車                              | トラック                                 | SUV                         |
| ---- | ----------------------------------- | ---------------------------------------- | --------------------------- |
| 1994 | メルセデス・ベンツ・Cクラス         | ダッジ・ラム                             |                             |
| 1995 | クライスラー・シラス                | シボレー・ブレイザー                     |                             |
| 1996 | クライスラーミニバン群              | フォード・F-150                          |                             |
| 1997 | メルセデス・ベンツ・SLK             | フォード・エクスペディション             |                             |
| 1998 | シボレー・コルベット                | メルセデス・ベンツ・ML320                |                             |
| 1999 | クライスラー・300M                  | ジープ・グランドチェロキー               |                             |
| 2000 | フォード・フォーカス                | 日産・エクステラ                         |                             |
| 2001 | クライスラー・PTクルーザー          | アキュラ・MDX                            |                             |
| 2002 | 日産・アルティマ                    | シボレー・トレイルブレイザー             |                             |
| 2003 | MINIクーパー                        | ボルボ・XC90                             |                             |
| 2004 | トヨタ・プリウス                    | フォード・F-150                          |                             |
| 2005 | クライスラー・300                   | フォード・エスケープ                     |                             |
| 2006 | ホンダ・シビック                    | ホンダ・リッジライン                     |                             |
| 2007 | サターン・オーラ                    | シボレー・シルバラード                   |                             |
| 2008 | シボレー・マリブ                    | マツダ・CX-9                             |                             |
| 2009 | ヒュンダイ・ジェネシス              | フォード・F-150                          |                             |
| 2010 | フォード・フュージョン              | フォード・トランジット コネクト          |                             |
| 2011 | シボレー・ボルト (ハイブリッドカー) | フォード・エクスプローラー               |                             |
| 2012 | ヒュンダイ・エラントラ              | ランドローバー・レンジローバーイヴォーク |                             |
| 2013 | キャデラック・ATS                   | ダッジ・ラム                             |                             |
| 2014 | シボレー・コルベット                | シボレー・シルバラード                   |                             |
| 2015 | フォルクスワーゲン・ゴルフ          | フォード・F-150                          |                             |
| 2016 | ホンダ・シビック                    | ボルボ・XC90                             |                             |
| 2017 | シボレー・ボルトEV                  | ホンダ・リッジライン                     | クライスラー・パシフィカ    |
| 2018 | ホンダ・アコード                    | ボルボ・XC60                             | リンカーン・ナビゲーター    |
| 2019 | ジェネシス・G70                     | ヒョンデ・コナ                           | ラム1500                    |
| 2020 | シボレー・コルベット                | ジープ・グラディエーター                 | キア・テルライド            |
| 2021 | ヒョンデ・エラントラ                | フォード・F-150                          | フォード・マスタング Mach-E |
| 2022 | ホンダ・シビック                    | フォード・マーベリック                   | フォード・ブロンコ          |
| 2023 | アキュラ・インテグラ                | フォード・F-150 ライトニング             | キア・EV6                   |
| 2024 | トヨタ・プリウス                    | フォード・スーパーデューティー           | キア・EV9                   |